# 中国第四纪冰川遗迹陈列馆
39°56′15″N 116°09′44″E / 39.9374983°N 116.162103°E
中国第四纪冰川遗迹陈列馆位于北京市石景山区模式口大街，翠微山下的第四紀冰川擦痕处，是一座展示冰川遗迹的博物馆。该馆于1992年7月正式开放，是中國唯一的冰川遺跡陳列館。
1957年，该冰川擦痕被列入北京市文物保护单位。